# Michele Zezza
Michele Zezza (Napoli, 7 aprile 1850 – Napoli, 26 giugno 1927) è stato un patriarca cattolico italiano.

## Biografia
Michele Zezza dei baroni di Zapponeta nacque a Napoli il 7 aprile 1850, da Carlo e Teresa Carignani, fu ordinato sacerdote il 21 settembre 1872.
Il 1º giugno 1891 fu designato vescovo ausiliare di Napoli e vescovo titolare di Calidone. Ricevette la consacrazione episcopale il 21 giugno dello stesso anno.
Il 12 giugno 1893 fu nominato vescovo di Pozzuoli. Nel 1896 istituì presso la chiesa di San Raffaele il Centro diocesano dell'apostolato della preghiera e dell'associazione dell'ora di guardia in onore del Sacro Cuore di Gesù.
Il 3 luglio 1919 fu promosso arcivescovo coadiutore, con diritto di successione, di Napoli e arcivescovo titolare di Ancira. Fu arcivescovo di Napoli dal 4 aprile 1923 al 20 dicembre dello stesso anno, giorno della nomina a patriarca titolare di Costantinopoli.
Morì il 26 giugno 1927.

## Genealogia episcopale e successione apostolica
La genealogia episcopale è:
- Cardinale Scipione Rebiba
- Cardinale Giulio Antonio Santori
- Cardinale Girolamo Bernerio, O.P.
- Arcivescovo Galeazzo Sanvitale
- Cardinale Ludovico Ludovisi
- Cardinale Luigi Caetani
- Cardinale Ulderico Carpegna
- Cardinale Paluzzo Paluzzi Altieri degli Albertoni
- Papa Benedetto XIII
- Papa Benedetto XIV
- Cardinale Enrico Enriquez
- Arcivescovo Manuel Quintano Bonifaz
- Cardinale Buenaventura Córdoba Espinosa de la Cerda
- Cardinale Giuseppe Maria Doria Pamphilj
- Papa Pio VIII
- Papa Pio IX
- Cardinale Raffaele Monaco La Valletta
- Patriarca Michele Zezza

La successione apostolica è:
- Vescovo Giuseppe Petrone (1921)
- Vescovo Raffaello Delle Nocche (1922)